# Cerastium comatum
Cerastium comatum är en nejlikväxtart som beskrevs av Nicaise Auguste Desvaux. Cerastium comatum ingår i släktet arvar, och familjen nejlikväxter. Inga underarter finns listade i Catalogue of Life.